# 首南街道
首南街道是中国浙江省宁波市鄞州区一个街道，因原首南乡而得名，意为鄞县城区南部，大部分区域为原陈婆渡乡:254。

## 历史
唐朝时属鄮县，宋、元、明、清时属鄞县手界乡赤城里及鄞塘乡姜山里，民国时期为盆浦乡、桃江乡、义和乡、善卫乡，1950年5月设盆浦乡、浦东乡、新南乡、首建乡、桃江乡，1958年10月改为燎原（姜山）人民公社陈婆渡管理区，1961年6月改为陈婆渡公社，1968年1月更名为红卫公社，1981年3月复名陈婆渡公社，1983年6月改为陈婆渡乡，1992年5月陈婆渡乡、钟公庙乡合并为钟公庙镇，2003年5月撤镇设立钟公庙街道，2008年3月划出傅家、桃江、三里、石家、干墩、前周、鲍家耷、三桥、陈婆渡、萧皋碶、茶亭庵、李花桥、石路头、鲍家、高塘桥15个村及南裕、陈婆渡2个社区设立首南街道:254，2015年6月辖区范围调整为东至下应街道边界，南至姜山镇边界，西至奉化江及钟公庙街道边界，北至钟公庙街道、中河街道边界。

## 行政区划
首南街道下辖以下地区：
南裕社区、陈婆渡社区、九曲社区、格兰春天社区、鲍家耷社区、学府社区、文华社区、日丽社区、和众社区、锦悦湾社区、雍城社区、和顺社区、堇天社区、桃江村、傅家村

## 经济
宁波总部经济基地——宁波南部商务区位于首南街道，目前已有近50家企业进驻。

## 教育
宁波大学园区位于首南街道，浙江大学宁波理工学院、宁波诺丁汉大学、万里学院等多所高等院校坐落于此。

## 交通
首南街道交通发达，鄞县大道、鄞州大道为街道的东西向主干道，宁姜公路、广德湖南路、宁南南路、天童南路、钱湖南路为街道的南北向主干道。